# آدم سيمون (مخرج)
آدم سيمون (بالإنجليزية: Adam Simon)‏ هو مخرج أمريكي، ولد في 1962 في شيكاغو في الولايات المتحدة.

## وصلات خارجية
- آدم سيمون على موقع IMDb (الإنجليزية)
- آدم سيمون على موقع ألو سيني (الفرنسية)
- آدم سيمون على موقع أول موفي (الإنجليزية)
- آدم سيمون على موقع قاعدة بيانات الأفلام السويدية (السويدية)
- آدم سيمون على موقع قاعدة بيانات الفيلم (الإنجليزية)
- آدم سيمون على موقع كينوبويسك (الروسية)